# 総持寺踏切

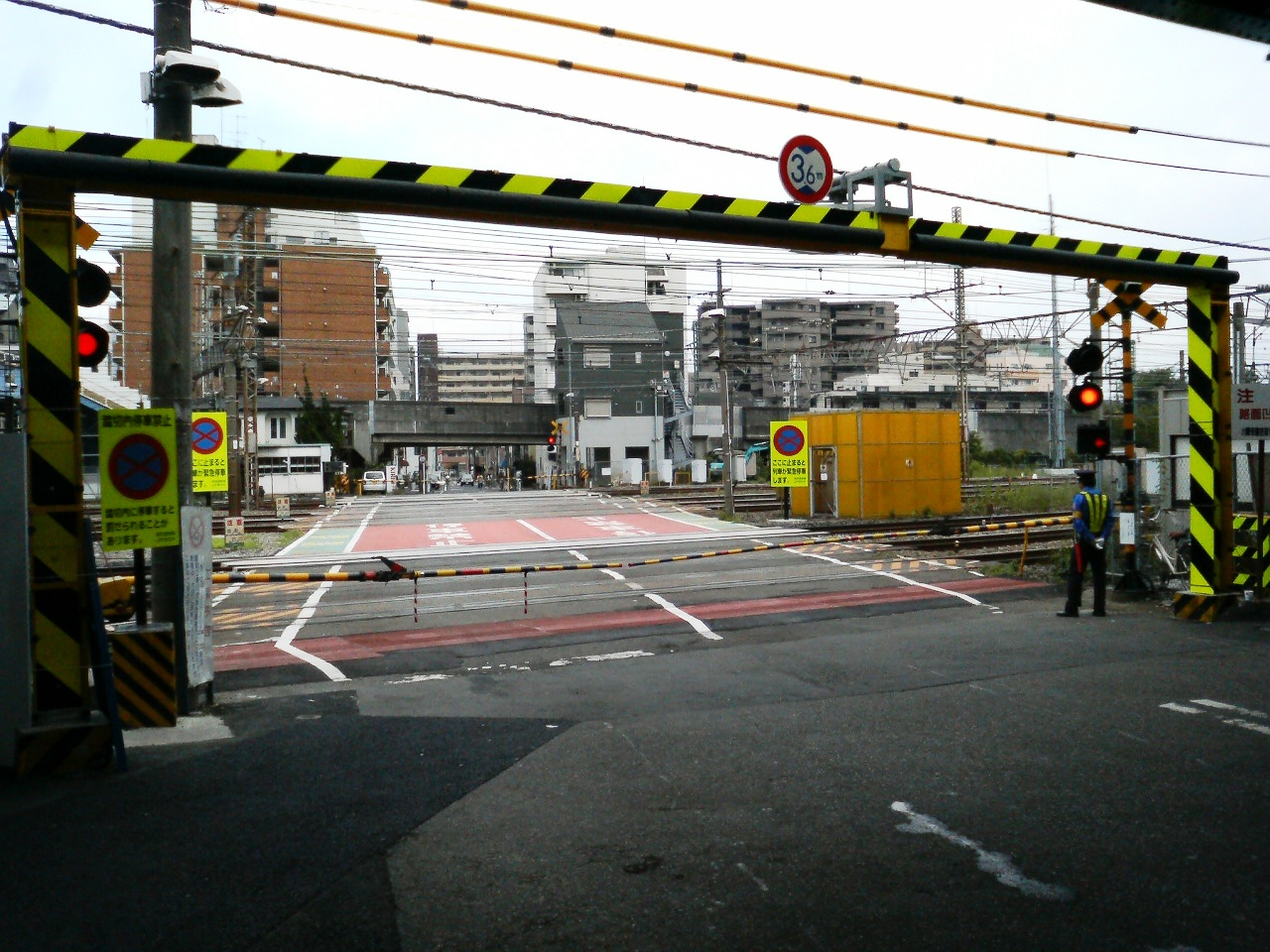
総持寺側より見る

総持寺踏切（そうじじふみきり）とは、かつて横浜市鶴見区にあった踏切。
JR東日本東海道本線（京浜東北線）鶴見駅と新子安駅の間（キロ程：東京起点22K049M）に設置されており、種別は第1種甲踏切である。
かねてから時間を区切った通行規制（通行止め）がなされていたが、2012年4月1日6時をもって完全に廃止された。

## 概要
朝夕のラッシュを除く日中でも5分近く閉まり続けることが多く、開かずの踏切として有名であった。
線路11本を跨ぐことから、日本にある踏切の中ではかなり長い距離であるため保安係が常駐しており、横断途中で止まった利用者に対して早く渡るよう口頭で促すほか、遮断機が降りる最中であっても横断が終了するまでは降り切らないように調整していた。2010年3月末まで、踏切の近くには花月園競輪場があったが、競輪開催日にはこの踏切を横断する競輪観戦客も多かった。
線形は曲線の途上にあることからカントによる路面凸凹があるほか、横断する車両がバウンドしながら通行することでも知られていた。
隣接して歩行者、二輪車（手押し）用の跨線橋があり、バリアフリーの観点からエレベーターが設置されていた。
その後、2010年4月1日より6時から10時と16時から21時に、2011年4月1日より6時から21時は閉鎖され通行止めとなったが、通行止めの時間帯も遮断機や警報機は機能していた。
踏切の東側に京浜急行電鉄（京急）本線、西側にJR鶴見線もそれぞれ高架で通過しており、過去には京急が1978年まで地上を走行していたことから別途、踏切が設置されていた。
なお、踏切真上に位置する鶴見線の高架部分には、1942年に廃止された本山駅のホーム跡が残されており、跨線橋から望むことができる。また、京急も1944年まで同線に当時あった踏切の南側に総持寺駅を設置していた。

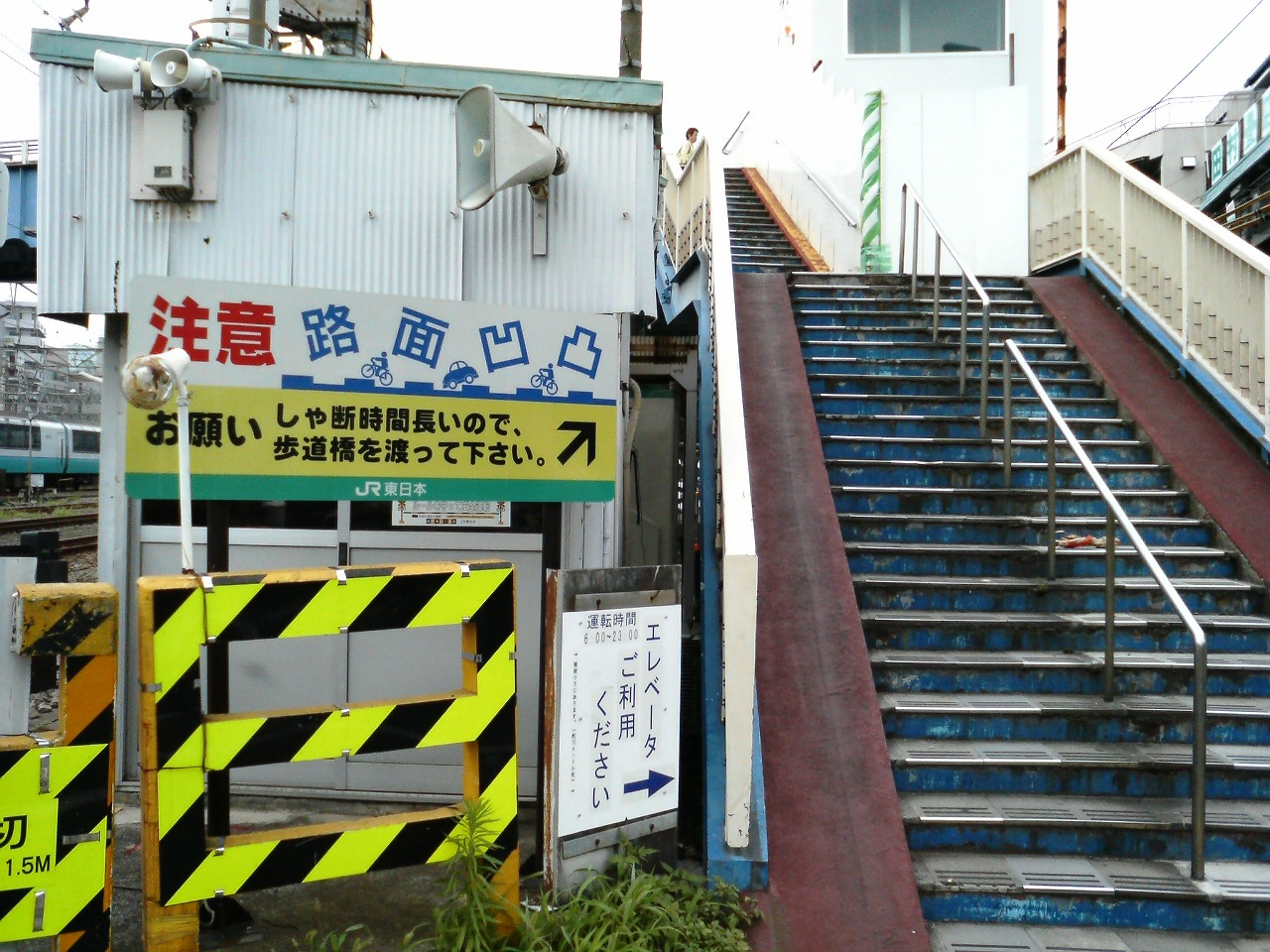
踏切保安係詰め所と、踏切隣に設置されている跨線人道橋入口。
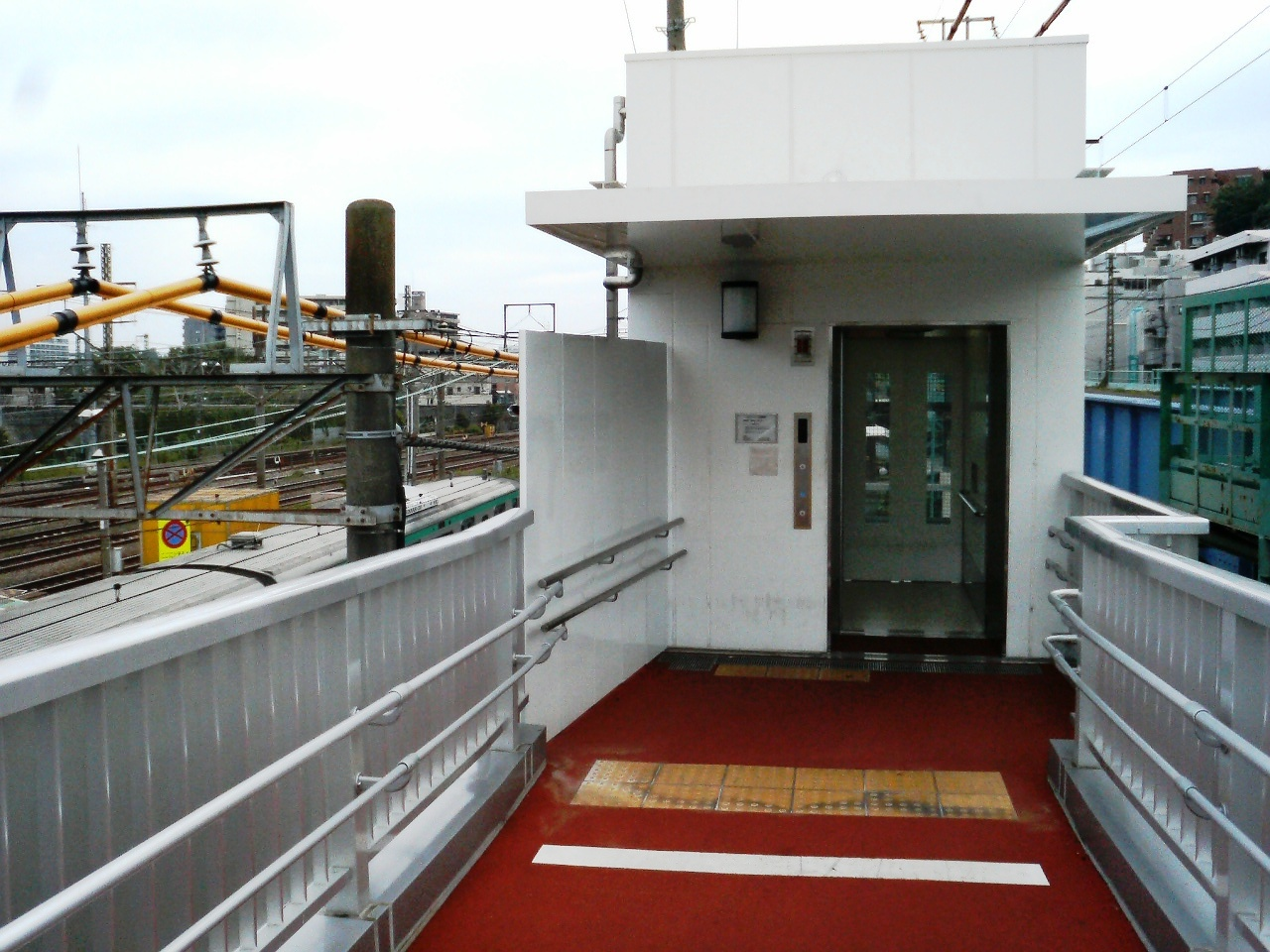
跨線人道橋に設置されたエレベーター。

## 配線
總持寺、東寺尾側より記述する。また便宜上、左が新子安方面、右が鶴見方面として記述する。
矢印は列車の走行方向を表す。
→ 横須賀線 上り、湘南新宿ライン 北行
← 横須賀線 下り、湘南新宿ライン 南行
→ 京浜東北線 北行
← 京浜東北線 南行
→ 東海道本線上り
← 東海道本線 下り
→ 東海道貨物線・高島線 上り
東海道貨物線・高島線 鶴見駅中線
東海道貨物線・高島線 鶴見駅中線
東海道貨物線・高島線 鶴見駅中線
← 東海道貨物線・高島線 下り

### 鉄道配線図
| | ↑ 高島線 東高島・桜木町 方面                             |                                                                      |
| ← ■TF：浜川崎・ 東京貨物T 方面 ■川崎・品川・ 東京・大宮 方面 | 鶴見駅・総持寺踏切周辺の東海道本線関係分鉄道配線略図     | → 横浜・桜木町・ 大船・小田原・ 熱海・久里浜 方面 ■YH：横浜羽沢 方面 |
| | ↓ 新鶴見（信）・品川・新宿 ・梶ヶ谷貨物T・ 府中本町 方面 |                                                                      |
| 凡例 出典:以下を参考に作成。 * 鶴通孝 目黒義浩、「日本縦断各駅停車 東京から西へ 1」、鉄道ジャーナル社、『鉄道ジャーナル』、第40巻11号（通巻第481号） 2006年11月号、65頁。 * 高橋政士、「東京外環状線ジャンクション」、電気車研究会、『鉄道ピクトリアル』通巻第808号（第58巻第9号） 2008年9月号 、47頁、図-1。 ※前述記事説明とは天地が逆になっている。オーバークロスする鶴見線分は省略している。 |                                                          |                                                                      |

## 取り上げた主なメディア
書籍
- 『日本の"珍々"踏切』（フミキリスト11 編、伊藤博康 監修、東邦出版、2005年9月、ISBN 4-8094-0423-4）

テレビ番組
- 『交通バラエティ 日本の歩きかた』（フジテレビ） ※路面の凸凹が解消されない理由などを紹介。
- 『タモリ倶楽部』（テレビ朝日）